# Pythamus chiabaotawow
Pythamus chiabaotawow är en insektsart som beskrevs av Huang 1992. Pythamus chiabaotawow ingår i släktet Pythamus och familjen dvärgstritar. Inga underarter finns listade i Catalogue of Life.